# 凱爾特板棋
凱爾特板棋（Fidchell），是凱爾特人所玩的板棋類遊戲。

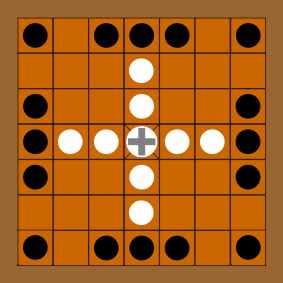
凱爾特板棋

## 棋具
- 7*7方格棋盤。
- 護王方有兵卒八枚、國王一枚。
- 捉王方有兵卒十六枚。

## 規則
- 遊戲先布置棋子後，每方輪流動一枚己子。所有棋子走法皆是縱橫方向走任意數格到無棋子處，中途不得有子，任何方兵卒不可停在正中間格。
  - 夾吃：當己方主動有兩枚棋子夾住一枚敵方兵卒，吃掉对方該枚棋子。
  - 圍吃：當己方主動有四枚棋子包住一枚敵方國王，吃掉对方該枚棋子。

- 兩方勝利條件：
  - 護王方以讓國王移動至棋盤四角隅格之一獲勝。
  - 捉王方以圍吃國王獲勝。

## 外部連結
- 遊戲介紹（页面存档备份，存于）
- 線上遊戲